# Filippo Ganna
Filippo Ganna (Verbania, 25 de julio de 1996) es un deportista italiano que compite en ciclismo en las modalidades de pista y ruta.
Participó en tres Juegos Olímpicos de Verano, obteniendo tres medallas, oro en Tokio 2020, en la prueba de persecución por equipos (junto con Simone Consonni, Francesco Lamon y Jonathan Milan), y dos en París 2024, plata en la prueba de ruta de contrarreloj y bronce en persecución por equipos (junto con Simone Consonni, Francesco Lamon y Jonathan Milan); además consiguió el sexto lugar en Río de Janeiro 2016, en persecución por equipos.
Ganó catorce medallas en el Campeonato Mundial de Ciclismo en Pista entre los años 2016 y 2023, y siete medallas en el Campeonato Europeo de Ciclismo en Pista entre los años 2016 y 2023.
En carretera obtuvo ocho medallas en el Campeonato Mundial de Ciclismo en Ruta entre los años 2019 y 2024, y tres medallas en el Campeonato Europeo de Ciclismo en Ruta, en los años 2021 y 2022.
En octubre de 2022 batió el récord de la hora (56,792 km) en el velódromo de Grenchen (Suiza), y seis días después estableció una nueva plusmarca mundial de persecución individual en el Campeonato Mundial.

## Medallero internacional
| Juegos Olímpicos   | Juegos Olímpicos         | Juegos Olímpicos  | Juegos Olímpicos        |
| Año                | Lugar                    | Medalla           | Competición             |
| ------------------ | ------------------------ | ----------------- | ----------------------- |
| 2020               | Tokio (Japón)            | Medalla de oro    | Persecución por equipos |
| 2024               | París (Francia)          | Medalla de bronce | Persecución por equipos |
| Campeonato Mundial |                          |                   |                         |
| Año                | Lugar                    | Medalla           | Competición             |
| 2016               | Londres (Reino Unido)    | Medalla de oro    | Persecución individual  |
| 2017               | Hong Kong (China)        | Medalla de plata  | Persecución individual  |
| 2017               | Hong Kong (China)        | Medalla de bronce | Persecución por equipos |
| 2018               | Apeldoorn (Países Bajos) | Medalla de oro    | Persecución individual  |
| 2018               | Apeldoorn (Países Bajos) | Medalla de bronce | Persecución por equipos |
| 2019               | Pruszków (Polonia)       | Medalla de oro    | Persecución individual  |
| 2020               | Berlín (Alemania)        | Medalla de oro    | Persecución individual  |
| 2020               | Berlín (Alemania)        | Medalla de bronce | Persecución por equipos |
| 2021               | Roubaix (Francia)        | Medalla de oro    | Persecución por equipos |
| 2021               | Roubaix (Francia)        | Medalla de bronce | Persecución individual  |
| 2022               | Saint-Quentin (Francia)  | Medalla de oro    | Persecución individual  |
| 2022               | Saint-Quentin (Francia)  | Medalla de plata  | Persecución por equipos |
| 2023               | Glasgow (Reino Unido)    | Medalla de oro    | Persecución individual  |
| 2023               | Glasgow (Reino Unido)    | Medalla de plata  | Persecución por equipos |
| Campeonato Europeo |                          |                   |                         |
| Año                | Lugar                    | Medalla           | Competición             |
| 2016               | Saint-Quentin (Francia)  | Medalla de plata  | Persecución individual  |
| 2016               | Saint-Quentin (Francia)  | Medalla de plata  | Persecución por equipos |
| 2017               | Berlín (Alemania)        | Medalla de oro    | Persecución individual  |
| 2017               | Berlín (Alemania)        | Medalla de plata  | Persecución por equipos |
| 2018               | Glasgow (Reino Unido)    | Medalla de oro    | Persecución por equipos |
| 2019               | Apeldoorn (Países Bajos) | Medalla de plata  | Persecución por equipos |
| 2023               | Grenchen (Suiza)         | Medalla de oro    | Persecución por equipos |

| Juegos Olímpicos   | Juegos Olímpicos        | Juegos Olímpicos  | Juegos Olímpicos                |
| Año                | Lugar                   | Medalla           | Competición                     |
| ------------------ | ----------------------- | ----------------- | ------------------------------- |
| 2024               | París (Francia)         | Medalla de plata  | Contrarreloj                    |
| Campeonato Mundial |                         |                   |                                 |
| Año                | Lugar                   | Medalla           | Competición                     |
| 2019               | Yorkshire (Reino Unido) | Medalla de bronce | Contrarreloj                    |
| 2020               | Imola (Italia)          | Medalla de oro    | Contrarreloj                    |
| 2021               | Flandes (Bélgica)       | Medalla de oro    | Contrarreloj                    |
| 2021               | Flandes (Bélgica)       | Medalla de bronce | Contrarreloj por relevos mixtos |
| 2022               | Wollongong (Australia)  | Medalla de plata  | Contrarreloj por relevos mixtos |
| 2023               | Glasgow (Reino Unido)   | Medalla de plata  | Contrarreloj                    |
| 2024               | Zúrich (Suiza)          | Medalla de plata  | Contrarreloj                    |
| 2024               | Zúrich (Suiza)          | Medalla de bronce | Contrarreloj por relevos mixtos |
| Campeonato Europeo |                         |                   |                                 |
| Año                | Lugar                   | Medalla           | Competición                     |
| 2021               | Trento (Italia)         | Medalla de oro    | Contrarreloj por relevos mixtos |
| 2021               | Trento (Italia)         | Medalla de plata  | Contrarreloj                    |
| 2022               | Múnich (Alemania)       | Medalla de bronce | Contrarreloj                    |

## Palmarés

### Ruta
| 2015 (como amateur) - Chrono Champenois 2016 (como amateur) - GP Laguna - París-Roubaix sub-23 - Campeonato de Italia Contrarreloj sub-23 - 2.º en el Campeonato Europeo Contrarreloj sub-23 2018 - 2.º en el Campeonato de Italia Contrarreloj 2019 - 1 etapa del Tour La Provence - Campeonato de Italia Contrarreloj - 1 etapa del BinckBank Tour - 3.º en el Campeonato Mundial Contrarreloj 2020 - Campeonato de Italia Contrarreloj - 1 etapa de la Tirreno-Adriático - Campeonato Mundial Contrarreloj - 4 etapas del Giro de Italia 2021 - 2 etapas de la Estrella de Bessèges - 1 etapa del UAE Tour - 2 etapas del Giro de Italia - 2.º en el Campeonato Europeo Contrarreloj - Campeonato Mundial Contrarreloj | 2022 - 1 etapa de la Estrella de Bessèges - 1 etapa del Tour La Provence - 1 etapa de la Tirreno-Adriático - 1 etapa del Critérium del Dauphiné - Campeonato de Italia Contrarreloj - 3.º en el Campeonato Europeo Contrarreloj - 1 etapa de la Vuelta a Alemania 2023 - 1 etapa de la Tirreno-Adriático - Campeonato de Italia Contrarreloj - Tour de Valonia, más 2 etapas - 2.º en el Campeonato Mundial Contrarreloj - 1 etapa de la Vuelta a España 2024 - 1 etapa del Giro de Italia - Campeonato de Italia Contrarreloj - 1 etapa de la Vuelta a Austria - 2.º en los Juegos Olímpicos Contrarreloj - 2.º en el Campeonato Mundial Contrarreloj 2025 - 1 etapa de la Tirreno-Adriático - Campeonato de Italia Contrarreloj |

### Pista
2015
- Campeonato de Italia en Persecución

2016
- Campeonato del Mundo en Persecución
- 2.º en el Campeonato Europeo en Persecución por equipos (con Simone Consonni, Francesco Lamon y Michele Scartezzini)
- 2.º en el Campeonato Europeo en Persecución
- Campeonato Europeo en Persecución sub-23
- 2.º en el Campeonato Europeo en Persecución por equipos sub-23 (con Simone Consonni, Francesco Lamon y Davide Plebani)

2017
- 2.º Campeonato del Mundo en Persecución
- 3.º Campeonato del Mundo en Persecución por equipos (con Simone Consonni, Liam Bertazzo y Francesco Lamon)
- Campeonato Europeo en Persecución
- 2.º en el Campeonato Europeo en Persecución por equipos (con Simone Consonni, Francesco Lamon, Liam Bertazzo y Michele Scartezzini)

2018
- Copa del Mundo de Pruszków (Polonia) en Persecución por Equipos (con Simone Consonni, Liam Bertazzo y Francesco Lamon)
- 3.º Campeonato del Mundo en Persecución por equipos (con Simone Consonni, Liam Bertazzo y Francesco Lamon)
- Campeonato del Mundo en Persecución
- Campeonato Europeo en Persecución por equipos (con Elia Viviani, Francesco Lamon y Michele Scartezzini)

2019
- Copa del Mundo de Hong Kong (Hong Kong) en Persecución por Equipos (con Davide Plebani, Liam Bertazzo y Francesco Lamon)
- Campeonato del Mundo en Persecución
- 2.º en el Campeonato Europeo en Persecución por equipos (con Simone Consonni, Francesco Lamon y Davide Plebani)
- Copa del Mundo de Minsk (Bielorrusia) en Persecución

2020
- Campeonato del Mundo en Persecución
- 3.º Campeonato del Mundo en Persecución por equipos (con Simone Consonni, Jonathan Milan y Francesco Lamon)

2021
- Campeonato Olímpico en Persecución por Equipos (con Simone Consonni, Jonathan Milan y Francesco Lamon)
- 3.º Campeonato del Mundo en Persecución
- Campeonato del Mundo en Persecución por equipos (con Simone Consonni, Jonathan Milan y Liam Bertazzo)

2022
- Récord de la hora
- Campeonato del Mundo en Persecución
- 2º en el Campeonato del Mundo en Persecución por equipos (con Simone Consonni, Jonathan Milan y Manlio Moro)

2023
- Campeonato del Mundo en Persecución
- 2º en el Campeonato del Mundo en Persecución por equipos (con Simone Consonni, Jonathan Milan y Manlio Moro)
- Campeonato Europeo en Persecución por equipos (con Simone Consonni, Jonathan Milan y Manlio Moro)

## Resultados

### Grandes Vueltas
| Carrera | Carrera         | 2017 | 2018 | 2019 | 2020 | 2021  | 2022 | 2023  | 2024  | 2025 |
| ------- | --------------- | ---- | ---- | ---- | ---- | ----- | ---- | ----- | ----- | ---- |
|         | Giro de Italia  | —    | —    | —    | 61.º | 118.º | —    | Ab.   | 101.º | —    |
|         | Tour de Francia | —    | —    | —    | —    | —     | 94.º | —     | —     | Ab.  |
|         | Vuelta a España | —    | —    | —    | —    | —     | —    | 104.º | —     | —    |

| —: No participó | Ab: Abandono |

### Clásicas, Campeonatos y JJ. OO.
| Omloop Het Nieuwsblad    | Omloop Het Nieuwsblad    | —     | Ab.   | —     | —    | —    | —    | —     | —    | —    |    |    |
| Kuurne-Bruselas-Kuurne   | Kuurne-Bruselas-Kuurne   | —     | Ab.   | —     | —    | —    | —    | —     | —    | —    |    |    |
|                          | Milán-San Remo           | —     | 161.º | 114.º | 74.º | 64.º | 51.º | 2.º   | 40.º | 2.º  |    |    |
| E3 Saxo Bank Classic     | E3 Saxo Bank Classic     | —     | Ab.   | 91.º  | —    | —    | —    | 10.º  | —    | 3.º  |    |    |
| Gante-Wevelgem           | Gante-Wevelgem           | Ab.   | 43.º  | Ab.   | —    | —    | —    | Ab.   | —    | —    |    |    |
| A Través de Flandes      | A Través de Flandes      | —     | Ab.   | —     | —    | —    | —    | 91.º  | —    | —    |    |    |
|                          | Tour de Flandes          | —     | Ab.   | 98.º  | —    | —    | —    | —     | —    | 8.º  |    |    |
| Scheldeprijs             | Scheldeprijs             | —     | —     | Ab.   | —    | —    | —    | —     | —    | —    |    |    |
|                          | París-Roubaix            | —     | F.c.  | Ab.   | —    | —    | 35.º | 6.º   | —    | 13.º |    |    |
| Gran Premio de Fráncfort | Gran Premio de Fráncfort | Ab.   | Ab.   | —     | —    | —    | —    | —     | —    | —    |    |    |
| Cyclassics Hamburg       | Cyclassics Hamburg       | 116.º | —     | —     | —    | —    | —    | —     | —    |      |    |    |
| Bretagne Classic         | Bretagne Classic         | —     | Ab.   | 68.º  | —    | —    | —    | —     | —    |      |    |    |
|                          | Giro de Lombardía        | —     | —     | —     | —    | —    | —    | 117.º | —    |      |    |    |
| JJ. OO. (Ruta)           | JJ. OO. (Ruta)           | ND    | ND    | ND    | ND   | —    | ND   | ND    | —    | ND   | ND | ND |
| JJ. OO. (CRI)            | JJ. OO. (CRI)            | ND    | ND    | ND    | ND   | 5.º  | ND   | ND    | 2.º  | ND   | ND | ND |
| Mundial Contrarreloj     | Mundial Contrarreloj     | —     | —     | 3.º   | 1.º  | 1.º  | 7.º  | 2.º   | 2.º  |      |    |    |
| Europeo en Ruta          | Europeo en Ruta          | Ab.   | —     | —     | —    | Ab.  | 61.º | 37.º  | —    |      |    |    |
| Europeo Contrarreloj     | Europeo Contrarreloj     | 9.º   | 12.º  | 6.º   | —    | 2.º  | 3.º  | —     | —    |      |    |    |
| Italia en Ruta           | Italia en Ruta           | Ab.   | Ab.   | 38.º  | —    | 56.º | —    | 11.º  | 4.º  | 56.º |    |    |
| Italia Contrarreloj      | Italia Contrarreloj      | 12.º  | 2º    | 1.º   | 1.º  | 4.º  | 1.º  | 1.º   | 1.º  | 1.º  |    |    |

| —: No participó | Ab: Abandono | ND: Edición no disputada |

## Equipos
- Lampre-Merida (stagiaire) (2015)
- UAE Team Emirates (2017-2018)
- Sky/INEOS (2019-)
  - Team Sky (01.2019-04.2019)
  - Team INEOS (05.2019-08.2020)
  - INEOS Grenadiers (08.2020-)